# Lewis Milestone
Lewis Milestone (30. rujna 1895. - 25. rujna 1980.), filmski redatelj.
Milestone je rođen u Kišinjevu (Besarabija, Carska Rusija, danas Moldavija), ali je stigao u Ameriku prije  Prvog svjetskog rata. Milestone je obavljao razne čudne poslove prije nego što se prijavio u vojsku gdje je radio kao pomoćnik redatelja na snimanju filmova o vojnoj obuci. 1919. je postao naturalizirani stanovnik Sjedinjenih Država.
Nakon rata je otišao u Hollywood, gdje je prvo radio kao montažer, a poslije kao pomoćnik redatelja. Howard Hughes ga je promaknuo u redatelja, a za jedan od svojih prvih filmova iz 1928., Dva arapska viteza, je osvojio Oscara za režiju. Režirao je i  Reket, jedan od prvih gangsterskih filmova, a poslije je pomogao Hughesu da režira scene svoje avijacijske sage Hell's Angels, za što mu nisu bile pripisane nikakve zasluge.
Milestone je svog drugog Oscara dobio za film Na zapadu ništa novo, adaptaciju antiratnog romana  Ericha Marie Remarquea. Njegov sljedeći film,  Naslovna strana, bila je adaptacija kazališnog komada Bena Hechta i Charlesa MacArthura, što mu je donijelo još jednu nominaciju za Oscara. Od sredine pedesetih je radio i na televiziji.

## Izabrana filmografija
- Sedam grešnika (1925.)
- Dva arapska viteza (1927.)
- Reket (1928.)
- Izdaja (1929.)
- Na zapadu ništa novo (1930.)
- Naslovna strana (1931.)
- Kiša (1932.)
- O miševima i ljudima (1939.)
- Jadnici (1952.)
- Oceanovih jedanaest (1960.)
- Pobuna na brodu Bounty (1962.)

## Vanjske poveznice
- Lewis Milestone u internetskoj bazi filmova IMDb-u (engl.)